# Le Jour de gloire
Pour les articles homonymes, voir Jour de gloire.
Pour plus de détails, voir Fiche technique et Distribution.
Le jour de gloire est un film franco-allemand réalisé par Jacques Besnard, sorti en 1976.

## Synopsis
En 1944, le petit village gardois de Saint-Laurent est bouleversé le jour où des soldats allemands s'installent, bloqués dans leur retraite par la destruction d'un pont. Ils sont accueillis en héros à la suite d'une méprise du curé qui, myope comme une taupe, les avait pris pour des Américains.
Tous les moyens sont bons aux habitants pour dissimuler leurs bêtes et leur nourriture à l'occupant, qui doivent se contenter d'ersatz, de rutabagas et de topinambours.
À la suite d'une farce des enfants du village, un officier SS est tué. Les Allemands menacent de tuer tous les hommes du village si le coupable ne se dénonce pas. Les habitants poussent alors le facteur Grégoire, un « étranger » de Paris, à se dénoncer, et pour arriver à leurs fins décident de céder à toutes ses volontés. Il accepte, mais après avoir secrètement obtenu du Commandant allemand Müller qu'il oublie l'affaire.

## Fiche technique
- Réalisation : Jacques Besnard
- Scénario : Jacques-Henri Marin
- Dialogues : Jacques Besnard, Alphonse Boudard, Richard Balducci, Jacques-Henri Marin
- Producteur : Jacques-Henri Marin
- Musique : Darry Cowl
- Directeur de la photographie : Marcel Grignon
- Monteur : Gilbert Natot
- Chef opérateur :
- Sortie : 8 décembre 1976
- Genre : comédie
- Durée : 94 minutes
- Chef électricien : Émile Ganem, Richard Ganem

## Distribution
- Jean Lefebvre : Grégoire
- Pierre Tornade : Le Maire
- Darry Cowl : Le curé
- Robert Rollis : Gaston Machu
- Pierre Doris : Étienne Machu
- Corinne Lahaye : Claire
- Jacques Marin : Le patron du bistrot
- Chantal Nobel : Mlle Verger
- Hans Verner : Le Commandant Müller
- Frantz Wolf : Le lieutenant Dietrich
- Tony Rödel :  Otto
- Jean Rougerie : Von Bach
- Jean Berger : Le préfet

## Autour du film
- Ce film est tourné en partie sur le Camp des Garrigues (Mas Mailhan l'ancien Mas, Val de Cabanes) pour la poursuite avec les chars, et dans les Gorges du Gardon pour la traversée  à vélo sous le Pont Saint-Nicolas de Campagnac. La maison cantonnière longeant la RD979 (Uzès - Nîmes) est détruite en partie lors du tournage[1]. Le village est celui de La Capelle-et-Masmolène (Gard). Le pont « détruit » est sur l'ancienne ligne de chemin de fer Uzès-Alès (Viaduc d'Euzet sur le Ruisseau de la Luquette, près du Mas Champion). Le château est celui d'Aubussargues (Gard)[2].
- Lors d'un dialogue entre Jean Lefebvre et Hans Verner, ce dernier, en réponse à « La France c'est quand même joli », réplique : « Je trouve aussi, plus tard je reviendrai certainement. » Cette phrase peut s'apparenter à un clin d'œil, puisque quatorze ans auparavant, Hans Verner jouait dans Un singe en hiver le rôle d'un touriste allemand venant visiter la France après la Libération.

## Diffusion télévisée en France
Dans son enquête de septembre 2014 concernant les meilleures audiences des films en prime time depuis 1989 lors de leur diffusion à la télévision française, Médiamétrie indique que Le Jour de Gloire a été vu par 13,61 millions de téléspectateurs le 22 avril 1990, arrivant en 10e position des meilleures audiences.